# أرسون مابفومو
أرسون مابفومو (بالإنجليزية: Arson Mapfumo)‏ (مواليد 1 أكتوبر 1963) هو ملاكم زيمبابوي، مثّل بلاده في الألعاب الأولمبية الصيفية 1996.

## وصلات خارجية
أرسون مابفومو على موقع أوليمبيديا (الإنجليزية)